# Marcelo Tamalet
Marcelo Tamalet (Chabás; 1 de junio de 1907 - ??) fue un futbolista argentino. Se desempeñaba como delantero y su primer club fue Rosario Central.

## Carrera
Tuvo una fulgurante temporada debut en el cuadro rosarino, marcando 15 goles en 14 partidos. Rosario Central se encontraba aún disputando los torneos de la por entonces llamada Liga Rosarina de Fútbol, en los últimos tiempos de la era amateur de este deporte en Argentina.

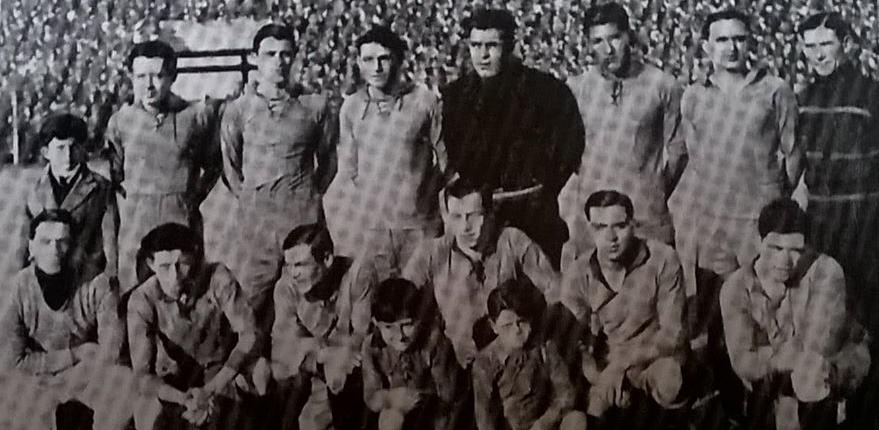
Rosario Central en 1929. Parados: Arturo Podestá, Francisco de Cicco, Juan González, Octavio Díaz, Teófilo Juárez, Félix Romano, hincados: Guerino Malacarne, Gerardo Rivas, Marcelo Tamalet, Luis Indaco, Antonio Miguel.

Compartió la línea ofensiva canalla con jugadores como Luis Indaco (goleador centralista de la década de 1920), Antonio Miguel, Nazareno Luna, José Podestá y los paraguayos Gerardo Rivas y Lorenzo Vázquez. En la Copa Nicasio Vila 1929 le marcó 5 goles a Estudiantes de Rosario en el triunfo de su equipo 8-0, el 5 de mayo por la 4.ª fecha, mientras que en la decimoséptima jornada, el 20 de octubre, convirtió los 4 tantos de Central en el 4-0 ante el Club Atlético Calzada. Tuvo una participación menor durante la Copa Nicasio Vila 1930 ante la llegada del santiagueño Ramón Luna; integró igualmente el equipo campeón de la última edición de este torneo, antes de la llegada del profesionalismo.
En 1931 pasó a Atlanta, al que se unieron al año siguiente sus compañeros de Central Octavio Díaz y Pascual Reyes Molinas.

## Clubes
| Club            | País      | Año       |
| --------------- | --------- | --------- |
| Rosario Central | Argentina | 1929-1930 |
| Atlanta         | Argentina | 1931-1932 |

## Palmarés
| Equipo          | País      | Título            | Año  |
| --------------- | --------- | ----------------- | ---- |
| Rosario Central | Argentina | Copa Nicasio Vila | 1930 |